# Fotografiererlaubnis
Eine Fotografiererlaubnis ist eine rechtlich nicht weiter normierte Erlaubnis, ein selbst gefertigtes Lichtbild zu erstellen. Der Begriff kommt im Deutschen Recht nicht ausdrücklich vor, sondern wird als Gegenteil zu vielfachen, wenig zusammenhängenden Fotografierverboten verwendet. Sofern kein generelles Fotografierverbot besteht, kann das Fotografieren, abhängig vom Motiv – Personen, Tiere, fremdes Eigentum, sehr verschiedenen rechtlichen Regelungen unterworfen sein.
Die Regelungen schränken neben der unmittelbaren Aufnahme auch Rechte zur Vervielfältigung, Verbreitung und (öffentlichen) Wiedergabe ein.  
Zumeist wird der Begriff Fotografiererlaubnis, dann auch Model Release bzw. Property Release genannt, als Zustimmung einer Person bzw. des Inhabers eines Markenrechts zur Darstellung der Person bzw. der geschützten Marke auf einem Bild verwendet.
Die Fotografiererlaubnis sagt als eher diffuser Begriff auch nichts zum urheberrechtlichen Schutz des Abgebildeten aus.

## Rechtliche Grundlagen
Das Ablichten eines Gegenstandes als solches greift nicht in das Eigentum ein. Anders das Recht am eigenen Bild, oder gewerbliche Schutzrechte am abgebildeten Gegenstand wie im Markenrecht oder im Geschmacksmusterschutz. Alle anderen als der Inhaber können von der Nutzung  ausgeschlossen werden (§ 14 MarkenG, § 38 DesignG).
Das Fotografieren auf fremden Grundstücken und  in fremdem Gebäuden unterliegt in Deutschland dem Hausrecht und kann gegebenenfalls einen Beseitigungs- und Unterlassungsanspruch gem. § 1004 BGB und Schadensersatzansprüche nach § 823 BGB begründen. Dies gilt für Sachfotos, die nicht im Rahmen einer Panoramafreiheit zulässig sind, und auch für Bildaufnahmen, für die ein fremdes Grundstück oder Gebäude betreten werden muss, z. B. eine Konzert- oder Sporthalle, ein Stadion, Museum oder Bahngelände, Schulen, Universitäten, Krankenhäuser, Einkaufszentren etc.
Der Eigentümer kann bestimmten Nutzungsarten sowie der Dauer der Nutzung zustimmen, etwa in der Berichterstattung, Werbung oder Eigenwerbung durch den Fotografen. Auch für Tierfotos z. B. in Zoos, auf Hundeplätzen oder bei Reitturnieren kann eine Fotografiererlaubnis erforderlich sein. Im Rahmen der Religionsfreiheit können Kirchen zusätzliche Rechte geltend machen.
Manche Bildagenturen fordern grundsätzlich eine schriftliche Zustimmung vor der Veröffentlichung bestimmter Sachfotos.